# Le Pensionnat et ses intimités
Pour plus de détails, voir Fiche technique et Distribution.
Le Pensionnat et ses intimités est un film français réalisé par René Gainville et sorti en 1975.

## Fiche technique
- Titre : Le Pensionnat et ses intimités
- Réalisation : René Gainville (pseudonyme : Catherine Balogh)[1]
- Scénario : René Gainville
- Photographie : Étienne Szabo
- Décors : Jean-Marc Isy
- Son : Henri Humbert
- Musique : Christian Bonneau
- Pays d'origine :  France
- Production : Les Productions Simone Allouche
- Durée : 90 minutes
- Date de sortie : France - 30 septembre 1975

## Distribution
- Marie-France Morel : Mlle B.
- Patrice Cuny : Dr. Agappe
- Claude Andrine : La directrice
- Natalie Walknine : Michèle
- Frédérique Barral : Claude
- Michel Carin : Marc
- Valérie Gener : Valérie (Catherine Wagener sous le nom de Valérie Gener)
- Dominique Zardi